# Valença (freguesia)
Valença era una freguesia portuguesa del municipio de Valença, distrito de Viana do Castelo.

## Historia
Fue suprimida el 28 de enero de 2013, en aplicación de una resolución de la Asamblea de la República portuguesa promulgada el 16 de enero de 2013 al unirse con las freguesias de Arão y Cristelo Covo, formando la nueva freguesia de Valença, Cristelo Covo e Arão.